# Історія видобування і застосування біогазу
Історія застосування біогазу

## Історія розвитку біогазових технологій
Історія розвитку біогазових технологій відноситься до стародавніх часів. Окремі випадки використання примітивних біогазових технологій були зафіксовані, починаючи з XVII ст. до н. е. в Китаї, Індії, Ассирії і Персії, стале використання біогазових установок фіксують середньовічні китайські джерела.
У ІІ ст. на території сучасної Німеччини існували примітивні біогазові установки. Алеманам (група західно-германських племен), що населяли заболочені землі басейну Ельби, ввижалися дракони в корчах на болоті. Вони вважали, що горючий газ, який скупчується в ямах на болотах — це смердюче дихання дракона.
Щоб задобрити дракона в болото кидали жертвопринесення і залишки їжі. Люди вірили, що дракон приходить уночі і його подих залишається в ямах. Алемани шили зі шкіри тенти, накривали ними болото і відводили газ по шкіряних трубках до свого житла та спалювали його для приготування їжі.
У XVII ст. Ян Баптист ван Гельмонт виявив, що біомаса, розкладаючись, виділяє займисті гази. Проте систематичні наукові дослідження біогазу почалися лише в XVIII ст.
У 1764 р. Бенджамін Франклін у своєму листі Джозефу Прістлі описав експеримент, у ході якого він зміг підпалити поверхню заболоченого озера в Нью Джерсі, США. Перше наукове обґрунтування горіння болотних газів, встановлення наявності метану в болотному газі і метанове бродіння було відкрите і досліджене у 1776 р. італійським фізиком і фізіологом Алесандро Вольта. Він прийшов до висновку про існування залежності між кількістю біомаси, котра розкладається, і кількістю газу, який виділяється.
Після відкриття хімічної формули метану Дальтоном в 1804 р., європейськими вченими були зроблені перші кроки в дослідженнях практичного застосування біогазу. У 1808 р. британський фізик і хімік Гемфрі Деві виявив метан у біогазі.
Перші відомості про практичне використання європейцями біогазу, отриманого з сільськогосподарських відходів, відносяться до 1814 р., коли Гемфрі Дейві зібрав біогаз при дослідженні агрохімічних властивостей гною великої рогатої худоби. Для збору відходів, починаючи з 1881 р., стали використовуватися закриті ємності, які, після невеликої модифікації, отримали назву «септик».
У 1859 р. в Бомбеї (Індія) була побудована перша задокументована біогазова установка.
У 1875 р. російський вчений Попов вивчив вплив температури на генерацію біогазу, що виділяється з органічної сировини. Він з'ясував, що річкові відкладення починають виділяти біогаз при температурі близько 6°С. При підвищенні температури до 50°С, кількість газу, що виділяється значно збільшується, не змінюючись за складом — 65 % метану; 30 % вуглекислого газу, 1 % сірководню і незначна кількість азоту, кисню, водню і закису вуглецю.
Український вчений-мікробіолог В. Л. Омелянський детально дослідив природу анаеробного бродіння, він показав, що в цьому процесі беруть участь бактерії.
Незабаром після цього, в 1881 р. почалися дослідження європейських вчених з використанням біогазу для обігріву приміщень і освітлення вулиць. Починаючи з 1895 р., вуличні ліхтарі в одному з районів міста Ексетер (Англія), забезпечувались газом, який утворювався внаслідок бродіння стічних вод і збирався в закриті ємкості. Починаючи з 1897 р., очищення вод у цьому місті проводилося в ємностях, з яких збирали біогаз і використовували для обігріву та освітлення.
У 1897 р. з'явилося повідомлення про отримання біогазу в Бомбеї, де газ збирався в колектор і використовувався як моторне паливо в різних двигунах.
У період Першої світової війни біогазові установки поширилися по Європі, що пов'язано з дефіцитом палива. Господарства, що мали такі установки, знаходилися в більш сприятливих умовах, хоча установки були ще недосконалі і в них використовувалися далеко не оптимальні режими.
На початку XX ст. були продовжені дослідження в галузі збільшення кількості виділеного біогазу при підвищенні температури бродіння. Німецькі вчені Імхофф і Бланк в 1914—1921 рр. запатентували ряд нововведень, які полягали в запровадженні постійного підігріву ємностей з біомасою.
Перший великомасштабний завод з виробництва біогазу був побудований в 1911 р. в англійському місті Бірмінгемі і використовувався для знезараження осаду стічних вод цього міста. Одержаний біогаз використовувався для виробництва електроенергії. Таким чином, англійські вчені стали піонерами практичного застосування технології виробництва біогазу. Вже до 1920 р. вони розробили декілька типів установок для переробки стічних вод. Перша біогазова установка для переробки твердих відходів об'ємом 10 м³ була розроблена Ісманом і Дюсельє і побудована в Алжирі в 1938 р.
Одним з найважливіших наукових кроків в розвитку біогазових технологій стали експерименти Бусвелла в 1930-х рр. з комбінування різних видів органічних відходів з гноєм як сировини. У 1930 р. були виявлені бактерії, що беруть участь у процесі вироблення біогазу.
У роки Другої світової війни, коли енергоносіїв катастрофічно не вистачало, у Німеччині і Франції був зроблений акцент на отримання біогазу з відходів сільськогосподарського виробництва, головним чином з гною тварин. У Франції до середини 1940-х років експлуатувалося близько 2 тис. біогазових установок для переробки гною. Цілком природно, цей досвід поширювався на сусідні країни. Установки для виробництва біогазу існували і в Угорщині. За свідченнями військовослужбовців Радянської Армії в часи Другої світової війни, в селянських господарствах гній худоби не лежав у купах, а завантажувався у закриті ємності, звідки одержували горючий газ.
У колишньому СРСР дослідження біогазу проводились починаючи з 1940-х років. У 1948—1954 рр. була розроблена і побудована перша лабораторна установка з виробництва біогазу. Однак технологія не отримала поширення. У зв'язку з енергетичною кризою в середині 1970-х років інтерес до енергозберігаючих технологій зріс, і в 1981 р. при Держкомітеті з науки і техніки була створена спеціалізована секція за програмою розвитку біогазової галузі. Було створено кілька установок дослідного характеру. Найбільшим центром по розробці установок був Запорізький конструкторсько-технологічний інститут сільськогосподарського машинобудування. Було побудовано 10 комплектів обладнання з виробництва біогазу, два з яких експлуатувались в Україні. Одна з таких установок, що працювала в Білорусії, виробляла 400—500 м3 газу на добу з 50 м3 гною.
Європейські установки довоєнного періоду не витримали конкуренції в післявоєнний час з боку дешевих енергоносіїв (рідке паливо, природний газ, електроенергія) і були демонтовані. Вагомим імпульсом для їх розвитку на новій основі стала енергетична криза 1970-х рр., коли почалося стихійне впровадження біогазових установок у країнах південно-східної Азії. Висока густота населення й інтенсивне використання всіх придатних для вирощування сільськогосподарських культур площ землі, а також досить теплий клімат, необхідний для використання біогазових установок в найпростішому варіанті (без штучного підігріву сировини), стали основою різних національних і міжнародних програм з впровадження біогазових технологій.
Сьогодні біогазові технології стали стандартом очищення стічних вод і переробки сільськогосподарських та твердих відходів і використовуються в більшості країн світу. У більшості розвинених країн переробка органічних відходів в біогазових установках частіше використовується для виробництва теплоенергії й електрики. Вироблена таким чином енергія становить близько 3–4 % всієї споживаної енергії в європейських країнах. Використання електроенергії й тепла, виробленого за допомогою анаеробної переробки біомаси, в Європі зосереджено, в основному в Австрії, Фінляндії, Німеччині, Данії і Великій Британії. У Швеції, Фінляндії, Австрії, де держава стимулює використання біогазу (держава викуповує електроенергію за «зеленим тарифом»), на частку виробництва енергії з нього припадає 15–20 %. Біогаз йде на виробництво тепла й електрики.
У Німеччині, за даними Німецької біогазової асоціації, в 2007 р. налічувалося близько 4 тис. біогазових установок. В Австрії кількість біогазових установок з об'ємом реакторів понад 2 тис. м3 становить понад 120. У Швеції енергія біомаси виробляє 50 % необхідної теплової енергії. В Англії, на батьківщині першого промислового біогазового реактора, за допомогою біогазу ще в 1990 р. вдалося покрити всі енерговитрати в сільському господарстві. У Лондоні діє один з найбільших у світі комплексів з переробки побутових стічних вод.
Ще в 1930-ті роки досвід Європи був перенесений до США. У 1939 р. тут була побудована біогазова установка з переробки тваринних відходів, яка успішно працювала протягом більш ніж 30 років. У 1954 р. у Форт-Доджі побудували перший завод з переробки комунальних відходів з отриманням біогазу. Зараз у США налічується кілька сотень великих біогазових установок, з переробки відходів тваринництва і тисячі установок з утилізації міських стічних вод. Біогаз з установок використовується для опалення будинків і теплиць і для отримання електрики.
У Китаї перші біогазові установки з'явилися в заможних господарствах у 1940-х роках. З 1970-х років ведеться дослідницька робота по біогазових установках за підтримки уряду. У сучасний період в Китаї, завдяки глибоким історичним традиціям і програмам державної підтримки галузі, біогазові технології використовуються дуже широко. У 2000 р. тут діяло близько 30 млн біогазових установок. Китай є світовим лідером з впровадження технологій виробництва біогазу в сільських районах. Понад 31 млн сімей користуються біогазом, ця цифра постійно зростає. Типова китайська установка має об'єм близько 6—8 м3, виробляє 300 м3 газу на рік і коштує приблизно $200–250. З 2002 р. уряд щорічно інвестує в розвиток біогазових установок близько $200 млн. Приблизно 50 % вартості установки компенсується державою.
В Індії ще в 1859 р. була побудована біогазова установка в колонії хворих на проказу для переробки рідких і твердих відходів. У 1970 рр. за державної підтримки відбулося зростання кількості установок. На даний час в країні працює близько 3,7 млн установок. З розвитком галузі уряд надавав субсидії для їх будівництва і експлуатації, навчання фермерів, відкриття і роботи сервісних центрів.
Енергія, отримана з біогазу, належить до відновлюваної, оскільки виробляється з органічного поновлюваного субстрату. Енергетичне використання біогазу порівняно зі спалюванням природного газу, зрідженого газу, нафти та вугілля є нейтральним по відношенню до CO2, оскільки CO2, що виділяється, перебуває в межах природного кругообігу вуглецю і споживається рослинами протягом вегетаційного періоду. Таким чином, концентрація CO2 в атмосфері порівняно з використанням твердого палива не збільшується.

### В країнах Європейського Союзу
Сьогодні у багатьох країнах Європейського Союзу й світу біогаз є суттєвою складовою енергобалансу. У Західній Європі близько половини птахоферм опалюються біогазом. Volvo і Scania виробляють автобуси з двигунами, що працюють на біогазі. У Китаї наприкінці 2006 р. діяло близько 18 млн біогазових установок, що дозволяє замінити 10,9 млн т умовного палива. Можна відзначити такі напрями використання біогазу: спалювання в котельних агрегатах для нагрівання води та подачі її споживачам; підготовка біогазу й подача його в газорозподільні мережі місцевих споживачів природного газу (змішання з природним газом); очищення, осушення, стиснення і заправка біогазом газобалонних автомобілів, тракторів та інших сільгоспмашин; вироблення електроенергії тощо. Теплотворна здатність біогазу, що містить 70 % метану, становить 25100 кДж/м3, або 5990 ккал/м3.

### В Україні
Україна має великий потенціал у виробництві біогазу, проте на даний час доля біоенергетики в державі займає близько 3 %. Наявні лише поодинокі приклади впровадження біогазових технологій. Показовим прикладом видобутку біогазу є перепелина птахофабрика, яка розташована в приміській смузі м. Житомира. Біогазова установка даного підприємства здатна продукувати 200 м3 газу на добу, а також до 10 т цінних органічних добрив, придатних для використання в органічному землеробстві.